# Triangle d'Ilemi

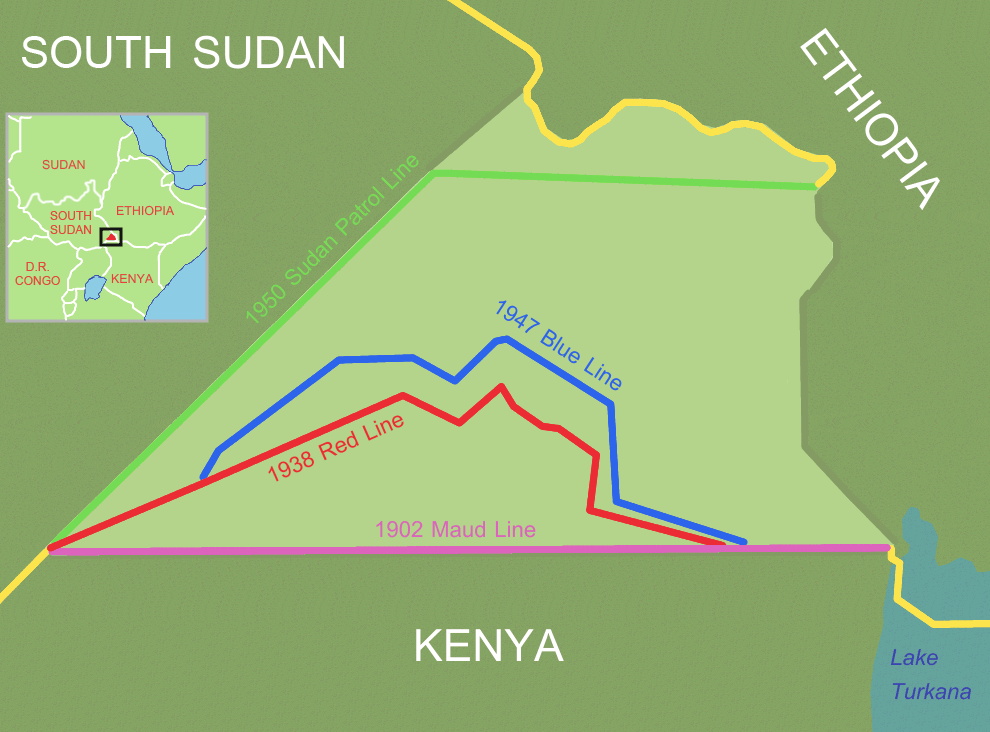
Triangle i les diverses línies administratives

El triangle d'Ilemi és una zona en litigi al sud-est del Sudan del Sud, a la frontera amb Kenya i Etiòpia. La seva superfície està entre 10.320 i 14.000 km² i porta el nom d'un cap tribal anuak (Ilemi Akwon); el govern etíop no ha formulat mai cap reclamació sobre el triangle (si bé tribus d'Etiòpia hi han fet diverses ràtzies) i va reconèixer la sobirania sudanesa el 1902, 1907 i 1972. El control actual està en mans de Kenya.
La disputa sobre el triangle va començar en el tractat de 1914 que permetia els moviments dels turkanes nòmades de Kenya; el tractat era poc clar; els turkana patien els atacs d'altres pobles de la zona com els didingues i els topases del Sudan, els nyangatom (inyangatom) entre Sudan meridional i Etiòpia, i els dassanechs d'Etiòpia. L'emperador Menelik II va reclamar la zona del llac Turkana i va proposar uns límits amb els britànics des de la punta sud del llac en línia recta; aquesta línia es va desplaçar lleugerament al nord en el tractat entre Abissínia i el Regne Unit de 1907; aquest límit fou confirmat en el tractat entre Etiòpia i Kenya el 1970. El límit entre Sudan i Etiòpia, conegut com a línia Maud (pel capità enginyer Philip Maud) fou adoptat per l'acord anglo-abissini de 6 de desembre de 1907; encara que no sempre precís, el triangle quedava clarament dins el territori sudanès. El 1914 la comissió fronterera entre Uganda (britànica) i Sudan, va garantir accés a Sudan fins al llac Turkana pel golf Sanderson al sud-est del triangle. Després de la I Guerra Mundial les tribus nyangatom i dassanech d'Abissínia van fer nombrosos i sagnants incursions a la zona; l'abril de 1924 representants de Sudan, Kenya i Uganda van acordar que Sudan cediria algun territori al nord de la línia de 1914 i Kenya o Uganda protegirien als turkanes; però Gran Bretanya no va poder imposar la cessió a Egipte que exercia el condomini sobre Sudan i el 1928 va permetre a unitats militars creuar cap al nord de la línia de 1914 per combatre les incursions de les tribus abissínies però sense canviar la sobirania; el 1929 Kenya va demanar un subsidi a Sudan per aquesta tasca i el 1931 Sudan va oferir una compensació a Kenya però amb la condició d'ocupar el territori sembla que provisionalment fins a la seva pacificació (línia Glenday o Lina Roja); en diversos acords entre 1929 i 1934 el governador general de Sudan i el governador de Kenya van acceptar la línia Roja com a frontera; aquesta línia estava basada en els límits de les pastures dels turkanes.
Itàlia va ocupar Abissínia el 1936 i va reclamar el triangle. Un equip kenyà-sudanes va demarcar la frontera de la línia Roja o "Wakefield Line", 1938, similar a l'existent des de feia uns anys i substituint a la línia de 1914. Egipte i Gran bretanya van acceptar però Itàlia va refusar; el juliol de 1939 centenars de turkanes foren morts en una ràtzia dels dassanetch i inyangatom; els britànics van respondre amb un raid contra les tribus atacants. El 1941 soldats del King's African Rifles va ocupar el triangle d'Ilemi i les tropes britàniques van passar per la zona per envair l'Àfrica Oriental Italiana. El 1944 el Foreign Office britànic va establir la Línia Blava més al nord que la Línia Roja. El 1950 Sudan va establir la seva pròpia zona de patrulla encara més al nord i va prohibir als pastos etíops i kenyans traslladar-se a l'oest; l'acord entre Kenya i Etiòpia establia que la línia de patrulla no afectava a la sobirania i Kenya va seguir rebent un subsidi per patrullar per la zona sudanesa fins a la frontera internacional. Després de 1955 amb l'esclat de la primera guerra civil sudanesa, el Sudan (independent des de 1956) no va administrar la zona. El 1964 un tractat entre Kenya i Etiòpia va reconèixer la sobirania kenyana sobre Namuruputh, al sud-est del triangle. El 1967 Kenya va demanar la cessió del territori. El tractat entre Etiòpia i Sudan de 1972 va confirmar que el primer estat no tenia cap reclamació sobre el triangle. El 1978 Kenya va donar armes als turkanes i vers 1992 Etiòpia va armar als dassanech. Kenya ha mantingut el control del territori i se sospita d'algun arranjament amb el SPLA o el govern del Sudan, a canvi del suport kenyà durant la guerra. A partir del 9 de juliol de 2011 el nou govern del Sudan del Sud va reclamar la zona.